# Adolph Kiste

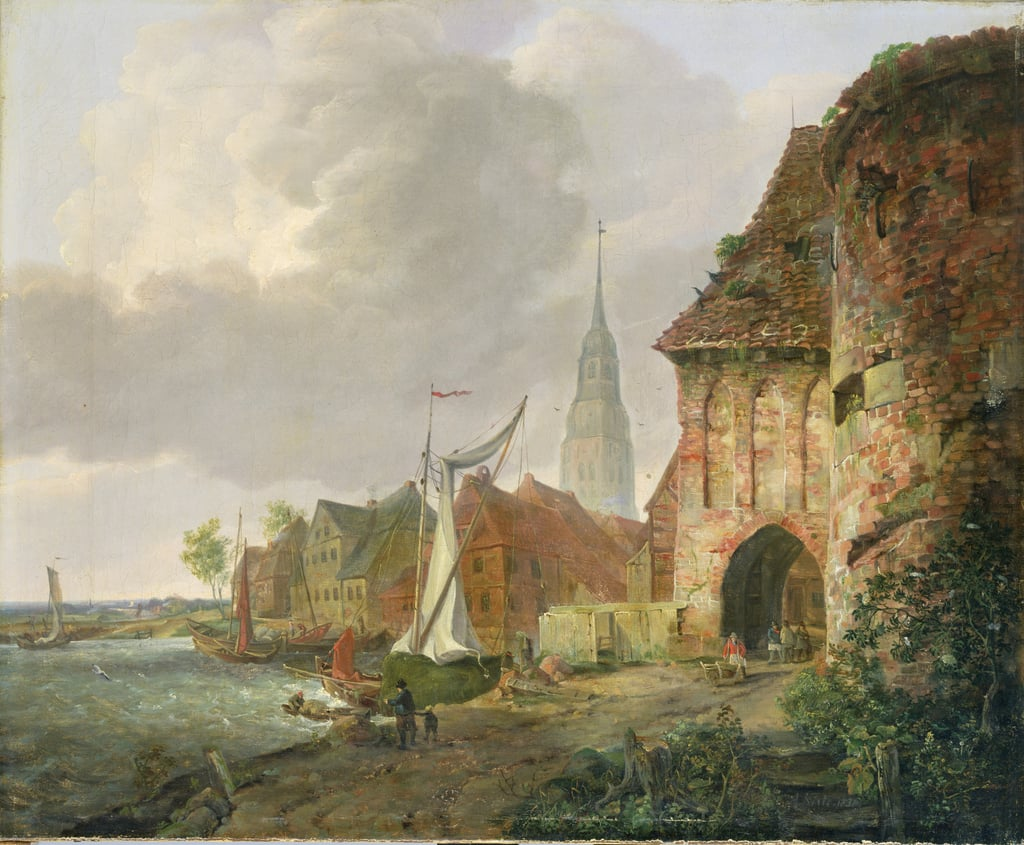
Das Marschtor in Buxtehude (1830, Öl auf Leinwand, Hamburger Kunsthalle)

Adolph Kiste, auch J. Adolf Kiste (* 2. August 1812 in Hamburg; † 1846 in London), war ein deutscher Landschaftsmaler und Radierer.

## Leben
Kiste war zunächst Schüler von Siegfried Detlev Bendixen in Hamburg. Mit Louis Gurlitt, der dort ebenfalls Schüler gewesen war, brach er 1832 zu einer Reise nach Skandinavien auf. In den Jahren 1833 bis 1835 studierte er an der Kunstakademie Kopenhagen. Kiste malte zunächst deutsche, dänische und norwegische Landschaften und Stadtansichten. Er ging dann nach England und Schottland, wo er auch Vorlesungen über Phrenologie hielt. Kurz nach dem großen Hamburger Brand kehrte er in seine Vaterstadt zurück. 1846 stellte er hier aus, unter anderem eine Ansicht von Plymouth und Umgebung. Nach einer Reise durch Deutschland und Brabant kehrte er nach England zurück.